# کارل فالنتین
کارل فالنتین (آلمانی: Karl Valentin؛ ۴ ژوئن ۱۸۸۲ – ۹ فوریهٔ ۱۹۴۸) کمدین، دلقک، بازیگر کاباره، بازیگر، نویسنده، فیلم‌نامه‌نویس، نمایشنامه‌نویس، تهیه‌کننده فیلم و کارگردان فیلم اهل آلمان بود.
وی را گاهی «چارلی چاپلین آلمان» خطاب می‌کردند و کارهایش تأثیر به‌سزایی بر روی هنرمندانی چون برتولت برشت، ساموئل بکت، لوریو و هلگه اشنایدر داشت. وی همچنین تأثیری ژرف بر روی فرهنگ آلمانی جمهوری وایمار نهاد و در تعداد فراوانی از فیلم‌های صامت دههٔ ۲۰ میلادی حضور داشت.
از فیلم‌ها یا برنامه‌های تلویزیونی که وی در آن نقش داشته‌است می‌توان به عروس معاوضه‌شده اشاره کرد.